# Пшеничнов, Роберт Алексеевич
Ро́берт Алексе́евич Пшени́чнов (8 апреля 1933, Нижний Тагил, Свердловская область — 17 января 2008, Пермь) — советский и российский учёный в области микробиологии и генетики. Доктор медицинских наук, профессор, заслуженный деятель науки Российской Федерации (1999).

## Биография
Родился в семье выдающегося учёного, основателя Пермской микробиологической школы, Алексея Васильевича Пшеничнова. В 1957 году с отличием окончил санитарно-гигиенический факультет Пермского медицинского института. Через полтора года после его окончания защитил кандидатскую диссертацию. В 1967 году защитил диссертацию с присвоением степени доктор медицинских наук, с 1972 года — профессор. С 1957 года работал в Пермском НИИ вакцин и сывороток.
В 1971 основал и в течение 22 лет возглавлял Отдел экологии и генетики микроорганизмов Института экологии растений и животных УрО АН СССР (ИЭРЖ УрО РАН); впоследствии Институт экологии и генетики микроорганизмов УрО РАН). После преобразования отдела в Институт до 2008 года заведовал лабораторией экологической генетики микроорганизмов.

## Научная и педагогическая деятельность
Научные труды в области общей и инфекционной микробиологии, генетики, мутагенеза, экологии микроорганизмов. В течение 15 лет возглавлял Пермское отделение Всероссийского общества микробиологов.
Результаты исследований опубликованы в 164 печатных работах, в том числе 5 монографиях, 6 Каталогах мутагенов, 6 авторских свидетельствах и патентах. Р. А. Пшеничнов автор 3 диагностических препаратов, выпускаемых НПО «Биомед», г. Пермь.
Совмещал научную работу с педагогической: 2 года заведовал кафедрой микробиологии Пермского медицинского института и 3 года был профессором Пермского фарминститута. Подготовил более 20 кандидатов наук.

## Награды
Знак «Отличник здравоохранения», медаль «100 лет рождения В. И. Ленина», медаль Пастера, 3 медали ВДНХ. Действительный член МАНЕБ.